# Forte Centrale (Borgoforte)
Il Forte Centrale (Zentralwerk) (o Forte di Borgoforte o Forte Magnaguti) è una struttura militare che sorge a Borgoforte, frazione del comune di Borgo Virgilio, in provincia di Mantova.
Attualmente il Forte di Borgoforte, che insiste su 57.000 mq. di terreno, è stato acquistato dal Comune e utilizzato come sede di attività culturali e ricreative.

## Storia
Al termine della Seconda Guerra d'Indipendenza (1859)  con la Pace di Zurigo, l'Austria cedette la Lombardia alla Francia, che l'avrebbe assegnata al Regno di Sardegna. Tuttavia Mantova e parte della sua provincia, rimasero ancora in mano austriaca.
Gli Austriaci del Regno Lombardo-Veneto, in previsione di un attacco degli Italiani, edificarono delle fortificazioni a cavallo del fiume Po, per rinforzare il lato meridionale.
Il Forte Centrale fu uno dei quattro forti, assieme a Forte Noyon a Motteggiana, Forte Bocca di Ganda e Forte Rocchetta, costruiti a partire dal 1859 a difesa della direttrice Mantova-Verona. La struttura dipendeva dal comando di fortezza di Mantova.
Il forte, a forma di ottagono circondato da un fossato di difesa, faceva parte della "Testa di Ponte di Borgoforte", venne costruito a nord del fiume Po ed armato di 19 cannoni.
Durante la Terza guerra d'indipendenza nel 1866, il generale Alessandro Nunziante, dopo avere combattuto nella battaglia di Custoza, e il generale Enrico Cialdini attaccarono il forte e gli austriaci furono costretti a ritirarsi sopra Mantova.